# Rio Fantasia
Rio Fantasia é um filme de comédia musical brasileiro de 1957, produzido, co-escrito e dirigido por Watson Macedo. Eliana Macedo e Trio Irakitan estrelam e apresentam vários números musicais, inclusive a conhecida canção "Hino ao Músico". Outros artistas são Angela Maria e João Dias. Distribuido pela Cinedistri.

## Elenco
- Eliana Macedo...Lia (nos letreiros Eliana)
- Trio Irakitan...Edinho, João e Gil
- John Herbert...Carlos
- Renato Murce...Freitas
- Humberto Catalano...Leônidas
- Madame Lou
- Rosa Sandrini
- Helba Nogueira
- Zezé Macedo
- Oswaldo Louzada

## Sinopse
Um quarteto musical nordestino muito conhecido em sua cidade chega ao Rio de Janeiro em busca de sucesso. Eles vão para a pensão de artistas "Paz e Harmonia", de propriedade da Dona Amélia que costuma cobrar seus pensionistas em débito com um enorme trabuco. Depois de várias tentativas fracassadas de conseguirem se apresentar, e já com as malas presas pela mulher, o quarteto não vê outra alternativa senão invadir um teatro e implorar por uma chance. Eles conseguem a apresentação e na platéia estão Freitas e Carlos, dois produtores de TV ("TV-Rio"). Freitas se interessa pela vocalista do quarteto, a bonita Lia, e resolve convidá-la para um novo programa baseado em Carmem Miranda. Lia faz o programa mas seus três companheiros são deixados de lado e continuam em dificuldade para continuarem com a carreira, agora como um trio. Ela inicia um namoro com Carlos, provocando ciúmes na antiga amante dele, a dançarina Beatriz, casada com o milionário Leônidas, proprietário de uma fábrica de sabonetes para cachorros, o "sabonete Cricri".